# Rocamadour
Rocamadour (francoska izgovorjava: [ʁɔkamaduʁ], okcitansko Roc-Amadour, latinsko Rupes Amatoris)  je občina in naselje v departmaju Lot v jugozahodni Franciji  s 617 prebivalci (1. Januar 2020). Leži v nekdanji provinci Quercy.
Rocamadour  je pritegnil obiskovalce zaradi svoje lege v soteski nad pritokom reke Dordogne in predvsem zaradi svojih zgodovinskih spomenikov in svetišča Blažene Device Marije, ki že stoletja privablja romarje iz mnogih držav, med njimi kralje, škofe in plemiče.
Mesto pod kompleksom samostanskih stavb in romarskih cerkva, tradicionalno odvisno od romarskega kraja, zdaj pa od turistične trgovine, leži ob reki na najnižjih pobočjih. 
Po njem je dobil ime Rocamadour, majhen sir iz kozjega mleka, ki je leta 1996 prejel status AOC.

## Geografija
Rocamadour je v departmaju Lot na skrajnem severu regije Oksitanije. Blizu Périgorda in doline Dordogne je Rocamadour v osrčju  regionalnega naravnega parka Causses du Quercy (Parc naturall régional des Causses du Quercy). Rocamadour je 36 km SSV od Cahorsa po cesti. Je na desnem bregu reke Alzou.
Do Rocamadourja se lahko pride z avtomobilom z avtoceste A20 ali z vlakom: Gare de Rocamadour-Padirac na železnici Brive-la-Gaillarde–Toulouse (čez Capdenac).
Rocamadour oskrbujeta dve regionalni letališči, ki omogočata enostaven dostop do doline Dordogne. Aéroport Brive Vallée de la Dordogne (BVE) je le nekaj kilometrov od številnih zvezdniških znamenitosti v regiji, medtem ko je Aéroport Bergerac Dordogne Périgord (EGC) le 6 km južno od Bergeraca.
Ozemlje občine Rocamadour vključuje več zaselkov: L'Hospitalet, Les Alix, Blanat, Mas de Douze, Fouysselaze, Magès, La Fage, La Gardelle, Chez Langle, La Vitalie, Mayrinhac-le-Francal.

## Toponim
Starodavne oblike besede Rocamadour so Rocamador iz leta 968, Rupis Amatoris iz leta 1186. Po Dauzatu toponim izhaja iz imena svetnika Amatorja.:569
Po Gastonu Bazalguesu je toponim Rocamadour srednjeveška oblika, ki izvira iz Rocamajor. Roca kaže na skalno zavetje in major govori o njegovem pomenu. To ime bi bilo pokristjanjeno od leta 1166 z izumom lažnega hagiotoponima Saint Amadour ali Saint Amateur. Leta 1473 so po monografiji Edmonda Albeja kraj poimenovali grad Saint Amadur. Leta 1618 se je na zemljevidu škofije Cahors Jeana Tarda pojavilo ime Roquemadour.:119
Leta 1166 so odkrili relikvije svetega Amadourja: popolnoma ohranjeno telo je bilo pokopano v osrčju svetišča Device Marije, pred vhodom v čudežno kapelo. Truplo svetega Amadourja so vzeli iz zemlje in ga nato izpostavili romarjem. Truplo je bilo sežgano med verskimi vojnami in danes so ostali le fragmenti kosti, trenutno na ogled v kripti Saint-Amadour.
Kraj L'Hospitalet, ki gleda na Rocamadour, ima ime iz espitalet, kar pomeni majhna bolnišnica in ima latinski izvor hospitalis. Ta sprejemni center je leta 1095 ustanovila Dame Hélène de Castelnau.

## Zgodovina

### Predzgodovina
V Rocamadourju in njegovih številnih jamah so prebivali ljudje že v paleolitiku, kot je prikazano na jamskih risbah Grotte des Merveilles. Jama Grotte de Linars in njena veranda sta v bronasti dobi služila kot podzemna nekropola in življenjski prostor. Ostanki so shranjeni v muzeju v Cabreretsu in v mestni hiši v Rocamadourju.
V železni dobi je ljudstvo Cadurques prispelo iz srednje Nemčije. V 8. stoletju pr. n. št. so s svojim železnim orožjem kolonizirali sedanji departma Lot. Ostanke vasi so našli v dolini Salvate blizu Couzouja. Oppidum, ki leži na višinah doline Alzou, dolvodno od Tournefeuille, je morda povezan z bojem Galcev proti rimskim vojakom med galsko vojno.

### Srednji vek
Tri ravni vasi Rocamadour izvirajo iz srednjega veka in odražajo tri družbene redove: viteze zgoraj, povezane z verskimi kleriki v sredini in laične delavce spodaj blizu reke.
Redki dokumenti omenjajo, da so leta 1105 zgradili majhno kapelo v zavetju pečine v kraju Rupis Amatoris, na meji ozemelj benediktinskih samostanov Saint-Martin pri Tulleju in Saint-Pierre pri Marcilhac-sur-Célé .
Leta 1112 se je Eble de Turenne, opat Tulleja, naselil v Rocamadourju. Leta 1119 je prvo donacijo dal Eudes, Comte de la Marche. Leta 1148 je bil napovedan prvi čudež. Romanje k Devici Mariji je pritegnilo množice. Kip Črne Madone je iz 12. stoletja. Géraud d'Escorailles (opat od 1152 do 1188) je zgradil verske stavbe, financirane z donacijami obiskovalcev. Dela so bila končana ob koncu 12. stoletja.
Rocamadour je že užival evropsko slavo, kar dokazuje knjiga iz 12. stoletja Livre des Miracles, ki jo je napisal menih iz svetišča in je sprejel številne romarje. Leta 1159 je Henrik II. Angleški, mož Eleonore Akvitanske, prišel v Rocamadour, da bi se Devici zahvalil za njeno ozdravitev.
Leta 1166, ko so želeli pokopati prebivalca, so odkrili nepoškodovano truplo, predstavljeno kot svetega Amadourja. Rocamadour je našel svojega svetnika. Vsaj štiri zgodbe, bolj ali manj obarvane z legendo, so svetega Amadurja predstavile kot blizu Jezusu.
Leta 1211 je papeški legat med albižansko križarsko vojno, Arnaud Amalric, prišel prezimit v Rocamadour. Poleg tega je leta 1291 papež Nikolaj IV. podelil tri bule in štiridesetdnevne odpustke za obiskovalce mesta. Konec 13. stoletja je bil vpliv Rocamadourja največji in dokončane stavbe. Grad so varovali trije stolpi, širok jarek in številna razgledišča. 

### Nazadovanje
Leta 1317 so menihi zapustili Rocamadour. Kraj je nato upravljal kapitelj kanonikov, ki jih je imenoval škof. V 14. stoletju so Evropo pustošili ohlajeno podnebje, lakota in epidemije, kot je črna smrt.
Leta 1427 se je začela obnova, vendar brez finančnih in človeških virov. Ogromna skala je zdrobila kapelo Notre-Dame, ki jo je leta 1479 ponovno zgradil Denys de Bar, škof iz Tulla.
Kasneje, med francoskimi verskimi vojnami, je ikonoklastični prehod protestantskih plačancev leta 1562 povzročil uničenje verskih stavb in njihovih relikvij. Kanoniki v peticiji papežu Piju IV. leta 1563 opisujejo povzročeno škodo: »Imajo, o bolečina! vse v smeti; zažgali in izropali so njegove kipe in slike, njegove zvonove, okraske in dragulje, vse, kar je bilo potrebno za bogoslužje ... «. Relikvije so bile oskrunjene in uničene, vključno s telesom svetega Amadurja. Po besedah prič ga je protestantski kapitan Jean Bessonia zlomil s kovaškim kladivom, rekoč: »Zlomil te bom, saj nisi hotel goreti«. Protestantska kapitana Bessonie in Duras sta v korist vojske princa Condéjevega potegnila 20.000 funtov iz vsega, kar je sestavljalo zaklad Notre-Dame od 12. stoletja.
Mesto je bilo med francosko revolucijo ponovno izropano.

### Sodobni Rocamadour
Od začetka 20. stoletja je Rocamadour postal bolj turistična destinacija kot romarsko središče, čeprav se romanje nadaljuje in ostaja pomembno. Okolico Rocamadourja zdaj zaznamuje več živalskih parkov, vključno z Le Rocher des Aigles in Le Forêt des Singes (park ptic ujed oziroma park opic), gosti pa tudi letni festival sira. Med obiskovalci so priljubljene aktivnosti na prostem in letenje z balonom. Cerkve, ki kljubujejo gravitaciji, in kip Črne Madone ostajajo duhovna privlačnost tako za katoliške romarje kot za obiskovalce, ki prakticirajo zemeljske ali novodobne religije, saj jih pritegnejo zgodbe o »čudnih energijah« Rocamadourja in predkrščanskem izvoru.

## Romanje
Legenda, ki naj bi razložila izvor tega romanja, je zlasti v zadnjem času sprožila polemike med kritičnimi in tradicionalnimi šolami. Način, s katerim se je legenda razširjala in na kraj privabljala romarje, so bili Čudeži Gospe iz Rocamadourja, napisani ok. 1172, primer knjige zbranih čudežev, ki so imeli široko občinstvo v srednjem veku.
Po ustanovitveni legendi je Rocamadour dobil ime po ustanovitelju starodavnega svetišča, svetem Amatorju, identificiranem s svetopisemskim Zakhejem, pobiralcem davkov v Jerihu, omenjenim v Luki Lk 19,1-10 in možu sv. Veronike, ki je izbrisala Jezusov obraz na poti na Kalvarijo.
Ko sta ju preganjanje pregnala iz Palestine, sta se sveti Amadur in sveta Veronika vkrcala na krhek čoln in pod vodstvom angela pristala na obali Akvitanije, kjer sta srečala škofa svetega Martiala, še enega Kristusovega učenca, ki je oznanjal evangelij. na jugozahodu Galije.
Po potovanju v Rim, kjer je bil priča mučeništvu sv. Petra in sv. Pavla, se je Amadour po smrti svoje žene vrnil v Francijo in se umaknil na divji kraj v Quercyju, kjer je zgradil kapelo v čast Blažene Device. blizu katere je malo kasneje umrl.
Ta pripoved, tako kot večina drugih podobnih legend, se prvič pojavi šele dolgo po dobi, v kateri naj bi živeli glavni akterji. Ime Amadour se ne pojavi v nobenem dokumentu pred zbirko njegovih Apostolskih del, za katere ob natančnem pregledu in uporabi pravil cursus na besedilo ni mogoče soditi, da so starejši od 12. stoletja. Zdaj je dobro ugotovljeno, da je sveti Martial, Amadurjev sodobnik v legendi, živel v 3. in ne v 1. stoletju, Rim pa ga nikoli ni vključil med člane apostolskega kolegija. Zato bi že sama omemba svetega Marcijala v »Dejanjih svetega Amadourja« zadostovala, tudi če bi manjkalo drugih dokazov, da bi jih dokazali dvomljive.
Zaradi nezanesljivosti legende so nekateri nedavni avtorji domnevali, da je bil Amadour neznani puščavnik ali morda sveti Amator, škof Auxerra, vendar je to le hipoteza, brez kakršne koli zgodovinske podlage. Izvor svetišča Rocamadour, ki se je izgubil v antiki, je tako postavljen skupaj s čudovitimi tradicijami, ki ne prenesejo razumne kritike. Po verskih manifestacijah srednjega veka je Rocamadour zaradi vojne in francoske revolucije postal skoraj zapuščen. Sredi 19. stoletja se zdi, da je zaradi gorečnosti in dejavnosti škofov Cahorsa ponovno oživela.
Rocamadour je UNESCO uvrstil na seznam svetovne dediščine kot del romarske poti svetega Jakoba.

## Znamenitosti
Rocamadour je spadal pod samostan Tulle na severu v Bas Limousin. Stavbe Rocamadourja (iz ròca, pečine in svetega Amadorja) se v stopnjah dvigajo po strani pečine na desnem bregu reke Alzou, ki teče med skalnatimi stenami, visokimi 120 metrov.
Stopnice se vzpenjajo od spodnjega mesta do cerkva, skupine masivnih stavb na polovici pečine. Glavna med njimi je romarska cerkev Notre Dame (prezidana v sedanji konfiguraciji iz leta 1479), ki vsebuje kultno podobo v središču mesta, leseno Črno Madono, ki naj bi jo izrezljal sam sveti Amator (Amadour). Majhna benediktinska skupnost je še naprej uporabljala majhno cerkev Saint-Michel iz 12. stoletja, zgoraj in ob strani. Spodaj se romarska cerkev odpira na teraso, kjer se lahko zbirajo romarji, imenovano Plateau of St Michel, kjer je zlomljen meč (znan v legendi kot Durendal), ki ga je nekoč vihtel junak Roland.
Notranje stene cerkve sv. Sauveurja so prekrite s slikami in napisi, ki spominjajo na romanja slavnih ljudi. Podzemna cerkev sv. Amadour (1166) se razteza pod sv. Sauveurjem in vsebuje relikvije svetnika. Na vrhu pečine stoji dvorec, zgrajen v srednjem veku za obrambo svetišč.

### V popularni kulturi
V svoji knjižni pesmi Samota Vita Sackville-West uporablja Rocamadour v svojem posvetilu kot mesto in okolje za navdih.
Skladatelj Francis Poulenc je leta 1936 po romanju v svetišče napisal Litanies à la Vierge Noire (Litanije Črni Devici).
Rocamadour je navdihnil latinskoameriška pisca 20. stoletja Julia Cortázarja in Giannino Brashi, ki sta nekaj časa živela v Franciji in v španščini pisala o priseljencih, izseljencih in turistih. V Cortazarjevem opusu Hopscotch ima žalostna junakinja La Maga dečka po imenu Rocamadour, ki umre v spanju. Mrtvi dojenček Rocamadour je tudi lik v romanu Giannine Braschi Yo-Yo Boing!.
Rocamadour je omenjen v knjigi Michela Houellebecqa Soumission (2015).

### Znameniti romarji
- Eleonora Akvitanska
- Henrik II. Angleški
- Blanche Kastiljska
- Ludvik IX. Francoski
- Karel IV. Francoski
- Ludvik XI. Francoski
- Jacques Cartier. V dolini sv. Lovrenca (v današnji provinci Quebec) je francoski raziskovalec februarja 1536 molil k presveti Devici pod naslovom Naše Gospe iz Rocamadourja, da bo romal v njeno svetišče, »če bo dobil milost za varno vrnitec v Francijo«.
- Francis Poulenc
- Sœur Emmanuelle